# Johannes Pinsk
Johannes Pinsk (* 4. Februar 1891 in Stettin; † 21. Mai 1957 in Berlin-Dahlem) war ein deutscher römisch-katholischer Priester und Hochschullehrer.

## Leben
Johannes Andreas Pinsk wurde als Sohn von August und Anna Pinsk (geborene Schmidt) in Stettin (Pommern) geboren. Beide Elternteile waren katholisch und ließen ihren Sohn am 8. März 1891 in der römisch-katholischen Gemeinde in Stettin taufen, wo er auch die Schule besuchte.

### Studium
Nach dem Studium der Theologie an der Universität Breslau ab April 1911 empfing er am 13. Juni 1915 die Priesterweihe. Seine erste wissenschaftliche Arbeit Über die Stellung des Papstes Liberius in den arianischen Streitigkeiten nach dem gegenwärtigen Stande der Quellen und deren Kritik wurde 1913 von der Fakultät der Universität prämiert.

### Priester und Wissenschaftler
Nach einer Zeit als Kaplan an Sankt Heinrich in Breslau wurde er 1916 Geheimsekretär des Breslauer Bischofs Kardinal Johann Adolf Bertram. 1918 kehrte er als Religionslehrer und Kurat bei den Armen Schulschwestern von Unserer Lieben Frau in die Seelsorge zurück, wo er 1919 auch Sankt-Annen-Schule unterrichtete.
Während dieser Zeit verfasste er bei Franz Schubert seine Dissertation über die Missa Sicca und wurde 1923 zum Doktor der Theologie promoviert. Darüber hinaus verfasste er mehrere theologische Artikel und Rezensionen, die veröffentlicht wurden. Pinsk lernte als Studentenseelsorger den Gründer und Generalsekretär des Katholischen Akademikerverbandes, Prälat Franz Xaver Münch, und den Abt von Maria Laach, Ildefons Herwegen, kennen.

### Berliner Zeit
Am 15. April 1928 kam er auf Betreiben von Prälat Münch als Nachfolger von Carl Sonnenschein (1876–1929) nach Berlin und übernahm die Altakademiker- und Studentenseelsorge. 1929 wurde er außerdem Geschäftsführer der Vereinigung katholischer Akademiker zu Berlin. Geistiges und geistliches Zentrum seines Wirkens wurde die St.-Benedikt-Kapelle in Berlin-Charlottenburg. Schon hier hat Pinsk an einem Volksaltar versus populum, also der versammelten Gemeinde zugewandt, gebetet und zelebriert, was für die damalige Zeit durchaus noch unüblich war. 1935 wurde er zum Richter des Kirchlichen Gerichts (Iudex prosynodalis) ernannt.
Seine Zeitschriften Liturgische Zeitschrift (1928–1933), deren Entstehung auf den Breslauer Erzpriester Stanislaus Stephan zurückging, und Liturgisches Leben (1934–1939) waren für die liturgische Bewegung einflussreich. Letztere führte er bis zum Ausbruch des Zweiten Weltkriegs sogar im Selbstverlag fort. Einige Schriften von Johannes Pinsk, insbesondere „Die Kirche Christi als Kirche der Völker“ von 1935, wurden von der Reichsschrifttumskammer auf die Liste schädlichen und unerwünschten Schrifttums gesetzt. Alle erreichbaren Exemplare seiner Werke wurden von der Geheimen Staatspolizei eingezogen. Neben seiner umfangreichen Publikationstätigkeit mit mehreren hundert Veröffentlichungen entwickelte Pinsk parallel eine rege Vortrags- und Reisetätigkeit. Unter anderem war er auch Mitglied im Katholischen Akademikerverband und schrieb auch für die Zeitschrift Abendland.

#### Mater Dolorosa (Lankwitz)

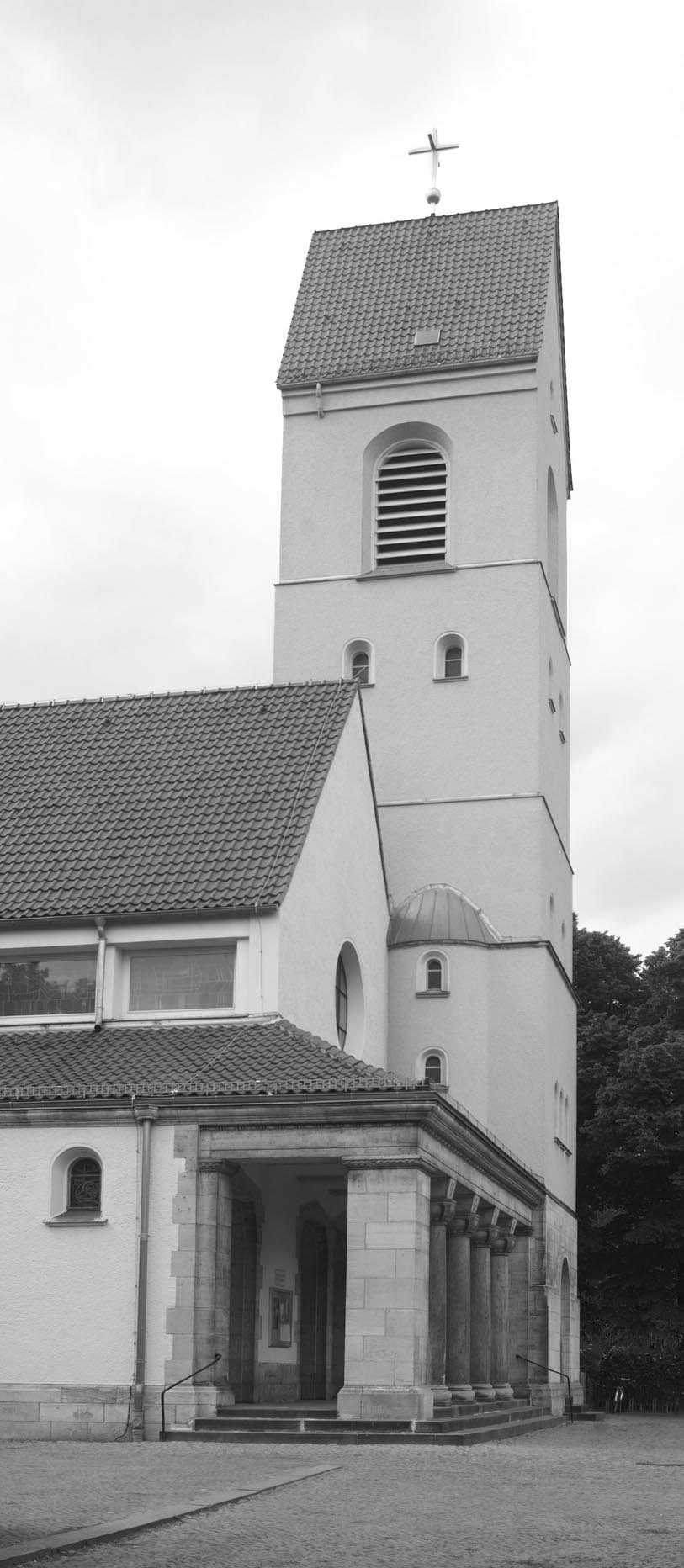
Mater Dolorosa (Berlin-Lankwitz)

Am 1. Oktober 1939 trat Pinsk auf Wunsch von Konrad Kardinal von Preysing die Nachfolge von Pfarrer Franz Nafe in der katholischen Pfarrgemeinde Mater Dolorosa in Berlin-Lankwitz an. Seine Gottesdienste und Predigten zogen eine zunehmend große Zahl von Besuchern und Zuhörern an. Er setzte sich in seiner Gemeinde ferner besonders für die Pflege des Gregorianischen Chorals ein. 1941 wurde er zum Konsistorialrat ernannt. Die am 23. August 1943 durch einen Bombentreffer zerstörte Pfarrkirche konnte mit Mitteln der Diözese nicht wieder aufgebaut werden. Pinsk verkaufte Kunstwerke aus seinem Privatbesitz und stellte seine Veröffentlichungs- und Vortragshonorare für den Wiederaufbau des Querschiffs der alten Kirche als Gottesdienstraum zur Verfügung. Er bekleidete das Amt des Gemeindepfarrers bis 1954, als er auf Veranlassung von Bischof Wilhelm Weskamm auf die Pfarrei verzichtete und Werner Heltemes sein Nachfolger wurde.

#### Hochschullehrer
Damit wurde es Johannes Pinsk möglich, seine Erfahrungen und Kenntnisse einer breiteren Öffentlichkeit auch außerhalb der Diözese zugänglich zu machen. Einem Ruf für Pastoraltheologie an die Universität Bonn konnte Pinsk nicht folgen, erhielt aber 1950 einen Lehrauftrag an der Hochschule für Musik in Berlin. Seit 1954 hatte er einen Lehrauftrag als Honorarprofessor für Katholische Theologie an der Freien Universität Berlin inne und war Referent für Theologen- und Priesterausbildung im Bischöflichen Ordinariat Berlin. Er war darüber hinaus als theologischer Berater des Berliner Bischofs Wilhelm Weskamm und erneut in Greifswald tätig, wohin ihn schon vor dem Weltkrieg Alfons Maria Wachsmann eingeladen hatte.

## Wirken
In seinen Predigten betonte Pinsk, dass sich die Kirche der nationalsozialistischen Ideologie widersetzen müsse. Der Gleichschaltung und Entmenschlichung durch die Nationalsozialisten stellte er das Streben nach Vollendung der individuellen Persönlichkeit entgegen. Als Seelsorger half er vielen Menschen in Notlagen. So verschaffte er während der Nazidiktatur verfolgten Juden Unterschlupf. Später nahm er sich der Frauen an, die beim Einmarsch der sowjetischen Truppen in Not geraten waren.

### Liturgie
Pinsk wurde neben Romano Guardini zu einer der führenden Persönlichkeiten der liturgischen Bewegung. Guardini hatte sich anfangs gesträubt, sich wie Johannes Pinsk an einem Volksaltar „beim Gebet und der Heiligen Handlung ins Gesicht sehen zu lassen“, hat „aber dann nachgegeben und bereut, es nicht früher getan zu haben“.
Als Mystagoge nahm Pinsk besonders mit den von ihm herausgegebenen Zeitschriften „mit unerbittlicher Strenge unter Ablehnung aller ‚paraliturgischen‘ Bemühungen“ Einfluss auf die Exegese und das Verständnis der Liturgie. Hiermit versuchte er die „sakramentale Welt“ als die Existenzform eines Christen aufzuzeigen.

### Freundschaften
Romano Guardini und Johannes Pinsk nahmen 1936 gemeinsam den deutschen Astronomen Hermann Brück in die katholische Kirche auf, der damals an der Vatikanischen Sternwarte in Castel Gandolfo wirkte. Johannes Pinsk war auch mit dem Schriftsteller Werner Bergengruen, der zusammen mit seiner Ehefrau bei ihm konvertierte, dem Priester Alfons Beil und dem Musikwissenschaftler Carl Johann Perl befreundet und hatte ein enges Verhältnis zur Abtei Maria Laach und deren Abt Ildefons Herwegen. Dies kam auch dadurch zum Ausdruck, dass er am 12. April 1933 die Profess als Benediktineroblate der Abtei ablegte.
Ferner pflegte er Beziehungen zur Benediktinerinnen-Abtei St. Gertrud (Kloster Alexanderdorf) und zur Katholischen Schwesternschaft Aquinata in Berlin-Südende. Sein Buch Mysterium Crucis hat er dem Philosophen Peter Wust, dem Prälaten Franz Xaver Münch und dem Paderborner Dompropst Paul Simon gewidmet. Er lud auch regelmäßig bekannte Persönlichkeiten wie den Schauspieler Wolfgang Kühne, den Literaturwissenschaftler Hermann Kunisch oder die Kunsthistoriker Walter Loeschke und Hubertus Lossow von der Freien Universität Berlin als Referenten in seine Gemeinde ein. Als tatkräftiger Förderer des Ökumenismus hatte ihm die Berliner Una-Sancta-Bewegung viele Anregungen zu verdanken. Auch mit Vertretern der Orthodoxie, wie zum Beispiel Sergius Heitz, war er freundschaftlich verbunden.

### Sonstiges
Pinsk predigte beim Gottesdienst anlässlich der Bundesversammlung 1954, die zur Wiederwahl des Bundespräsidenten Theodor Heuss führte. Im Ersten Deutschen Fernsehen war er im Juni 1955 beim Wort zum Sonntag als Fernsehpfarrer zu sehen.
Die zweite und dritte alternative Strophe des Kirchenliedes Fest soll mein Taufbund immer stehn stammen nicht wie in der zweiten Ausgabe vom Berliner Gotteslob von 1996 (Liednummer 835 – Berliner Anhang) angegeben von Johannes Pinsk, sondern von der katholischen Seelsorgehelferin Johanna Engelmann.

### Tod

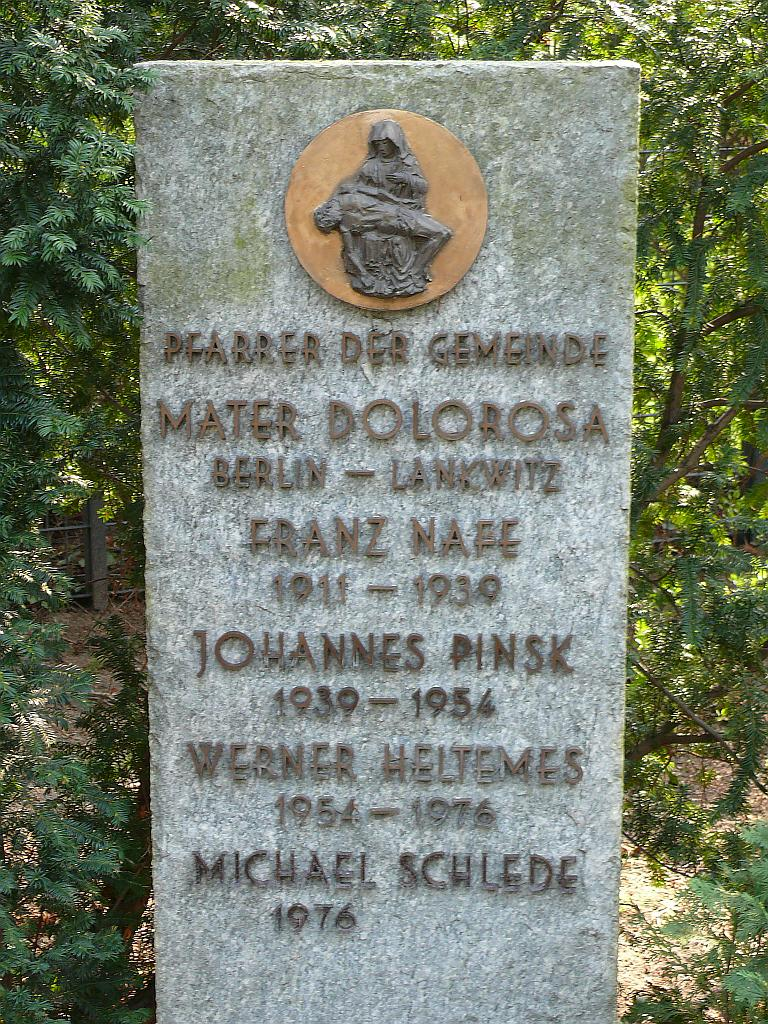
Grabstein von Johannes Pinsk auf dem Sankt-Matthias-Friedhof

Pinsk starb an einem Herzinfarkt, während er der Trauung des späteren Bundesministers für das Post- und Fernmeldewesen Christian Schwarz-Schilling und seiner Ehefrau Marie-Luise Schwarz-Schilling in der Kirche Sankt Bernhard in Berlin-Dahlem assistierte. Er ist vier Tage später auf dem Sankt-Matthias-Friedhof in Berlin-Tempelhof (Röblingstraße) in der Abteilung Am Klostergarten beigesetzt worden. Am 19. Februar 1997 wurde er dort von der Grablage 5 auf 30 verlegt und befindet sich seitdem an derselben Grabstelle wie sein Vorgänger Franz Nafe und sein Nachfolger Werner Heltemes aus der Pfarrgemeinde Mater Dolorosa.

## Werke und Schriften (Auswahl)
- Die Missa Sicca, Jahrbuch für Liturgiewissenschaft (4/1924), S. 90–118
- Liturgiegeschichte von 1500 bis 1800, Jahrbuch für Liturgiewissenschaft, Band 8 (1928)
- Die Einheit der Kirche, Religiöse Besinnung, I (1928), 45
- Das katholische Bildungsideal in seiner Auswirkung in den höheren Mädchenanstalten (1928)
- Die Vereinigung katholischer Akademiker zu Berlin in: Heinrich Bachmann (Herausgeber), Das katholische Berlin, München (1929), S. 64f
- Die Kirche Christi als Kirche der Völker, Aufsatz (1935)
- Zum 25. Abtsjubiläum des Abtes von Maria Laach, Liturgisches Leben 5 (1938)
- Die sakramentale Welt (1938)
- Mit Carl Johann Perl: Das Hochamt – Sinn und Gestalt der hohen Messe, Salzburg/Leipzig (1938) ThGl 32 (1940) 53f
- Hoffnung und Herrlichkeit (1944)
- Apostolat des Geistes. Das Programm des katholischen Akademikerverbandes, Gedenkrede, Münster (1948), S. 71–85
- Krisis des Faustischen – Unliterarische Betrachtungen zu Goethes Faust, Berlin, Oswald Arnold Verlag (1948)
- Mysterium crucis (1952)
- Bilder aus dem Leben unseres Heilandes (1952)
- Grundsätzliche und praktische Erwägungen zur christlichen Verkündigung im marianischen Jahr (1954)
- Donum Dei (Weihnachten 1955)
- Schritte zur Mitte (1957)
- Frau im Beruf (1959)
- Mit Theodor Schnitzler und Ingo Mainka: Gedanken zum Herrenjahr (1963)
- Mit Otto Karrer: Die Kraft des Gotteswortes (1964)